# Checoslovaquia en la Copa Mundial de Fútbol de 1934
Checoslovaquia clasificó a su primera Copa Mundial de Fútbol en la edición de Italia 1934 como uno de los 16 participantes del torneo.

## Clasificación

### Grupo 5
| 15-10-1933 | Polonia           | 1–2     | Checoslovaquia          | Polish Army Stadium, Warsaw, Polonia                      |                                                           |
|            | Martyna 52' (pen) | Reporte | Silný 33' · Pelcner 77' | Asistencia: 16,000 espectadores Árbitro(s): Denis Xifando | Asistencia: 16,000 espectadores Árbitro(s): Denis Xifando |

| 15-4-1934 | Checoslovaquia | 2–0 acreditado (Global 4-1) | Polonia | Prague, Checoslovaquia |  |
| Polonia no pudo hacer el viaje a Praga para el partido de vuelta porque el gobierno Polaco le negó al equipo las visas por razones políticas. El partido fue adjudicado con marcador de 2–0 para Checoslovaquia. |                |                             |         |                        |  |

## Jugadores
Estos fueron los 22 convocados para el mundial, y junto a Brasil fueron los únicos que convocaron jugadores que militaban en ligas extranjeras.

## Resultados
Checoslovaquia llegó hasta la final del torneo.

### Primera Ronda
| 27 de mayo de 1934 | Checoslovaquia        | 2–1     | Rumania   | Stadio Littorio, Trieste                                 |                                                          |
|                    | Puč 50' · Nejedlý 67' | Reporte | Dobay 11' | Asistencia: 9,000 espectadores Árbitro(s): John Langenus | Asistencia: 9,000 espectadores Árbitro(s): John Langenus |

### Cuartos de final
| 31 de mayo de 1934 | Checoslovaquia                          | 3–2     | Suiza                    | Stadio Benito Mussolini, Turin                            |                                                           |
|                    | Svoboda 24' · Sobotka 49' · Nejedlý 82' | Reporte | Kielholz 18' · Jäggi 78' | Asistencia: 12,000 espectadores Árbitro(s): Alois Beranek | Asistencia: 12,000 espectadores Árbitro(s): Alois Beranek |

### Semifinales
| 3 de junio de 1934 | Checoslovaquia      | 3–1     | Imperio alemán | Stadio Nazionale PNF, Roma                                     |                                                                |
|                    | Nejedlý 21' 69' 80' | Reporte | Noack 62'      | Asistencia: 15,000 espectadores Árbitro(s): Rinaldo Barlassina | Asistencia: 15,000 espectadores Árbitro(s): Rinaldo Barlassina |

### Final
| 10 de junio de 1934 | Italia                  | 2–1 (t. s.) | Checoslovaquia | Stadio Nazionale PNF, Roma                              |                                                         |
|                     | Orsi 81' · Schiavio 95' | Reporte     | Puč 71'        | Asistencia: 55,000 espectadores Árbitro(s): Ivan Eklind | Asistencia: 55,000 espectadores Árbitro(s): Ivan Eklind |